# Cyanidioschyzon merolae
Cyanidioschyzon merolae ist eine Spezies (Art) mit 2 µm recht kleiner, keulenförmiger, einzelliger Rotalgen, die an das Milieu saurer, heißer Quellgebiete (pH-Wert 1,5, Temperatur 45 °C) mit hohem Schwefelgehalt  angepasst ist. Die Zellen sind haploid und ihre Architektur ist extrem einfach. Es gibt nur einen einzigen Chloroplasten und ein einziges Mitochondrium, keine Vakuolen und keine Zellwand.
Die Zell- und Organellteilungen können innerhalb einer Kultur synchronisiert werden.
Aus diesen Gründen gilt C. merolae als hervorragendes Modellsystem für die Untersuchung von Zell- und Organellteilungsprozessen sowie für die Biochemie und Strukturbiologie überhaupt.
Das Kern-Genom von C. merolae wurde 2004 als erstes vollständiges Algengenom sequenziert;
auch sein Chloroplast wurde 2000 und 2003 sequenziert, das Mitochondrium bereits 1998.
Der Organismus gilt aufgrund seiner minimalistischen zellulären Organisation als die einfachste aller eukaryotischen Zellen (Stand 2010).
C. merolae ist Typusart der Gattung Cyanidioschyzon.

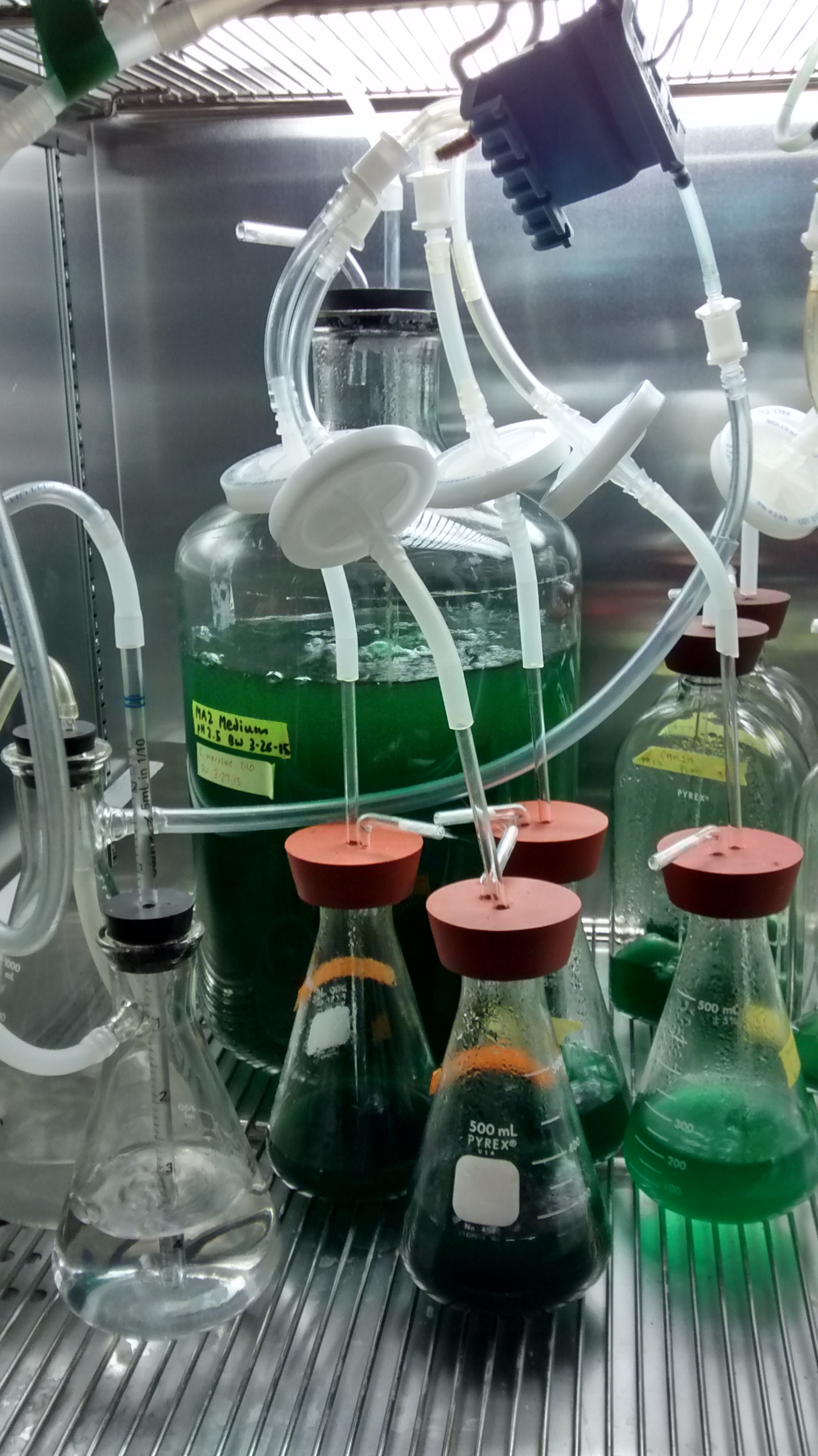
Kultivierung der Rotalge C. merolae in Kolben und 10-Liter-Glasballon. Obwohl als Rotalge klassifiziert, ist C. merolae blaugrün und bildet wenig oder gar nichts vom roten Pigment Phycoerythrin, daher dominieren das zweite Rotalgenpigment Phycocyanin und das grüne Pigment Chlorophyll.

## Isolierung und Kultivierung
C. merolae wurde erstmals 1978 von De Luca aus Solfatar-Fumarolen der Phlegräischen Felder (Campi Flegrei, Neapel, Italien) isoliert.
C. merolae kann im Labor in Zellkultur gehalten werden, entweder nach Minoda et al. auf einem modifizierten Allen-Medium (genannt MA) oder nach Kobayashi, Ohnuma et al. in davon abgewandelter Form mit der doppelten Konzentration einiger Ingredienzien (genannt MA2).
Bei Verwendung des MA-Mediums sind die Wachstumsraten nicht besonders schnell, die Verdopplungszeit (die Zeit, die eine Kultur von Mikroben braucht, um die Anzahl der Zellen pro Volumeneinheit zu verdoppeln) beträgt etwa 32 Stunden.
Bei Verwendung des geeigneteren Mediums MA2 kann diese Zeit auf 24 Stunden reduziert werden.
Die Kultivierung erfolgt bei 42 °C unter weißem Fluoreszenzlicht mit geeigneter Intensität.
Wird 5 % CO2 durch Einblasen zugeführt, kann bei der 1,8-fachen Lichtintensität die Wachstumsrate so gesteigert werden, dass die Verdopplungszeit nur noch etwa 9,2 beträgt.
Noch höhere Lichtintensität ist nicht unbedingt von Vorteil, da die Wachstumsrate dann wieder abnimmt.
Dies könnte auf die Beschädigung des Photosyntheseapparats durch zu starkes Licht zurückzuführen sein.
C. merolae kann auch auf Gellan-Gummiplatten gezüchtet werden, um Kolonien zu selektieren oder Labor-Stämme zu erhalten.
C. merolae ist eine obligat sauerstofferzeugende phototrophe, d. h. die Art ist nicht in der Lage, gebundenen Kohlenstoff aus der Umgebung aufzunehmen, sondern ist auf Photosynthese angewiesen, um Kohlenstoff aus CO2 zu binden, wobei Sauerstoff entsteht.

## Genom
Das 16,5 Mbp (Megabasenpaare) umfassende Kern-Genom von C. merolae wurde 2004 sequenziert.
Es ist (im Vergleich zu anderen Rotalgen) reduziert, extrem einfach und kompakt. Die 20 Chromosomen enthalten 5.331 Gene, von denen 86,3 % exprimiert werden und nur 26 Introns enthalten, die strenge Konsensussequenzen enthalten.
Auffallend ist, dass das Genom von C. merolae nur 30 tRNA-Gene und eine extrem geringe Anzahl von Genkopien der ribosomalen RNA (rRNA) enthält. Die reduzierte Natur des Genoms hat zu mehreren anderen ungewöhnlichen Merkmalen geführt. Während die meisten Eukaryoten etwa 10 Kopien der Dynamine enthalten, die für das Einschnüren von Membranen zur Trennung von Teilungspartnern (Teilungskompartimenten) erforderlich sind, enthält C. merolae nur zwei – eine Tatsache, die sich Forscher bei der Untersuchung der Organellenteilung zunutze gemacht haben.
Obwohl auch das Chloroplastengenom von C. merolae klein ist, enthält es viele Gene, die in den Chloroplastengenomen anderer Algen und Pflanzen nicht vorhanden sind.
Die meisten der Chloroplastengene sind ohne Introns.

## Molekularbiologie
Wie bei den meisten Modellorganismen wurden auch anhand von C. merolae neue genetische Hilfsmittel entwickelt. Dazu gehören Methoden zur Isolierung von DNA und RNA aus C. merolae, die Einführung von DNA in C. merolae zur vorübergehenden oder stabilen Transformation sowie Methoden zur Selektion, einschließlich eines Uracil-Auxotrophen, der als Selektionsmarker verwendet werden kann.

### Isolierung der DNA
Für die Isolierung von DNA aus C. merolae werden mehrere von Cyanobakterien-Protokollen abgeleitete Methoden verwendet.
Die erste ist eine heiße Phenol-Extraktion, eine schnelle Extraktion etwa zur Isolierung von DNA für die DNA-Amplifikation bei der Polymerase-Kettenreaktion (PCR).
Dabei wird Phenol zu intakten Zellen gegeben und bei 65 °C inkubiert, um die DNA zu extrahieren.
Wenn eine reinere DNA benötigt wird, kann die Cetyltrimethylammoniumbromid-Methode (CTAB-Methode) verwendet werden. Dabei wird zunächst ein hochsalzhaltiger Extraktionspuffer aufgetragen, wodurch die Zellen aufgebrochen werden; anschließend wird ein Chloroform-Phenol-Gemisch verwendet, um die DNA bei Raumtemperatur zu extrahieren.

### Isolierung der RNA
Mit einer Variante der oben beschriebenen Heißphenolmethode für DNA kann auch die Gesamt-RNA aus Zellen von C. merolae extrahiert werden.

### Isolierung von Proteinen
Wie bei der DNA und RNA ist auch das Protokoll für die Proteinextraktion eine Anpassung des bei Cyanobakterien verwendeten Protokolls.
Die Zellen werden mit Hilfe von Glasperlen und ähnlichem in einem 10%igen Glycerinpuffer mit dem Reduktionsmittel Dithiothreitol (DTT) aufgebrochen, um die Disulfidbindungen in den Proteinen aufzubrechen.
Diese Extraktion führt zu denaturierten Proteinen, die in SDS-PAGE-Gelen für Western Blotting und Färbung mit Coomassie-Brillant-Blau verwendet werden können.

### Selektion von Transformanten und Uracil-auxotrophe Linie
C. merolae ist empfindlich gegenüber vielen Antibiotika, die üblicherweise für die Selektion erfolgreich transformierter Individuen im Labor verwendet werden. Es gibt aber einige Ausnahmen, darunter vor allem Ampicillin und Kanamycin.
Ein häufig verwendeter Selektionsmarker für die Transformation von C. merolae ist ein Uracil-Auxotroph, so dass exogenes (von außen zugeführtes) Uracil benötigt wird. Die Mutante wurde entwickelt, indem C. merolae in Gegenwart der Verbindung 5-FOA (5-Fluororotsäure) gezüchtet wurde, die an sich nicht toxisch ist, aber von einem Enzym des Uracil-Biosynthesewegs, der vom Ura5.3-Gen kodierten Orotidin-5′-monophosphat-Decarboxylase (OMP-Decarboxylase) in die toxische Verbindung 5-Fluorouracil umgewandelt wird.
Zufallsmutationen führten zu mehreren Loss-of-Function-Mutationen in Ura5.3, die es den Zellen ermöglichten, in Gegenwart von 5-FOA zu überleben, solange Uracil zur Verfügung steht.
Durch die Transformation dieser Mutante mit einem PCR-Fragment, das sowohl ein gewünschtes Gen als auch eine funktionelle Kopie von Ura5.3 trägt, kann sichergestellt werden, dass das gewünschte Gen in das Genom von C. merolae eingebaut wurde, wenn sie ohne exogenes Uracil wachsen kann.

### Polyethylenglykol-vermittelte transiente Expression
Während die Integration von Genen in ein Chromosom des Genoms zu einem stabilen Transformanten führt (d. h. zu einer Mutante als Ergebnis einer Transformation), ermöglicht die sog. transiente Expression kurzfristige Experimente mit markierten oder veränderten Genen.
Bei Pflanzenzellen muss dazu zunächst die starre Zellwand enzymatisch entfernt werden, so dass ein Protoplast entsteht. Dieser Schritt erübrigt sich bei C. merolae, da die Zellen dieser Spezies keine Zellwand haben, verhalten sie sich für Transformationszwecke ähnlich wie ein Protoplast.
Zur Transformation werden die zellwandfreien Zellen kurzzeitig 30 % Polyethylenglykol (PEG) mit der gewünschten DNA ausgesetzt. Bei dieser Methode wird die DNA als zirkuläres Element (vgl. Plasmid) aufgenommen, aber nicht ins Genom integriert, da keine homologen Regionen für die Integration vorhanden sind. Aufgrund fehlender eukaryotischer Replikationsursprünge werden diese zirkulären Einheiten in Eukaryoten nicht repliziert, wodurch die Dauer der Expression des Proteins wegen des Abbaus der Plasmide begrenzt ist („transiente“ Expression, vgl. Eukaryotische Expressionsvektoren).

### Gen-Targeting
Um eine stabile Mutantenlinie zu erzeugen, kann das Gen-Targeting genutzt werden.
Dabei wird das gewünschtes Gen durch homologe Rekombination an einer bestimmten Stelle ins Genom von C. merolae eingefügt.
Dazu werden an den Enden des gewünschten Gens mehrere hundert Basenpaare lange DNA-Abschnitte, die komplementär zu einem Abschnitt im Genom von C. merolae sind, angehängt.
So kann die DNA-Reparaturmaschinerie von C. merolae genutzt werden, um das Gen an dieser Stelle ins Genom einzufügen. Ansonsten kann dasselbe Transformationsverfahren wie bei der transienten Expression angewandt werden. Wegen der jetzt homologen DNA-Abschnitte ist jetzt jedoch eine dauerhafte Genomintegration möglich.

## Untersuchung von Zell- und Organellteilungen

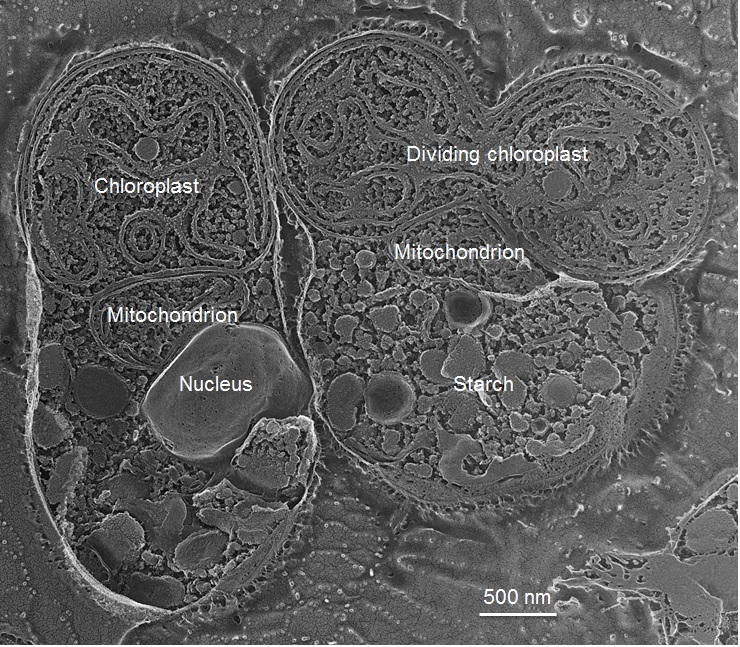
Freeze-fracture Tiefenätz-Elektronenmikroskop-Aufnahme (Deep Etch EM, DEEM) von C. merolae. Sie zeigt zwei Zellen; in einer hat sich der Chloroplast bereits begonnen zu teilen.

Die einfache Zellarchitektur, die extrem einfache Zellteilung und die Möglichkeit zur Synchronisierung der Zellteilung in einer Kultur machen C. merolae zum perfekten Organismus für die Untersuchung der Mechanismen der eukaryotischen Zell- und Organellteilung.
Die Synchronisierung der Teilung von Organellen in kultivierten Zellen kann sehr einfach vonstattengehen und beinhaltet in der Regel die Verwendung von Licht- und Dunkelzyklen. Auch kann der chemische Wirkstoff Aphidicolin (ein Zytostatikum) zugesetzt werden, um die Chloroplasten-Teilung einfach und effektiv zu synchronisieren.
Der Mechanismus der Peroxisom-Teilung wurde erstmals bei C. merolae ermittelt, indem die Peroxisom-Teilung zusätzlich zu den Licht-Dunkel-Zyklen mit Oryzalin synchronisiert wird, das die Mikrotubuli aufbricht.

## Forschung zur Photosynthese
C. merolae wird auch zur weiteren Erforschung der Photosynthese verwendet. Die Zusammensetzung der Untereinheiten des Photosystems von C. merolae unterscheidet sich deutlich von verwandten Organismen.
Bemerkenswerterweise arbeitet das Photosystem II (PSII) von C. merolae in einem sehr ungewöhnlichen pH-Bereich.
Da der Mechanismus von PSII eine schnelle Freisetzung von Protonen erfordert, beeinträchtigen normalerweise niedrigere pH-Werte die Fähigkeit dazu. Das PSII von C. merolae ist jedoch in der Lage, unter diesen exotischen pH-Bedingungen Wasser mit derselben Geschwindigkeit auszutauschen und zu spalten wie andere verwandte Arten unter Standardbedingungen.

## Weiterführende Literatur
- Ryota Aoki, Yayoi Inui, Yoji Okabe, Mayuko Sato, Noriko Takeda-Kamiya, Kiminori Toyooka, Koki Sawada, Hayato Morita, Baptiste Genot, Shinichiro Maruyama, Tatsuya Tomo, Kintake Sonoike, Sachihiro Matsunaga: Incorporation of photosynthetically active algal chloroplasts in cultured mammalian cells towards photosynthesis in animals. In: Proceedings of the Japan Academy, Series B, Band 100, Nr. 9, ISSN 0386-2208, 31. Oktober/11. November 2024, S. 524–536; doi:10.2183/pjab.100.035 (englisch). Dazu:
  - Nadja Podbregar: Forscher erzeugen Tierzellen mit Chloroplasten: Eingeschleuste Photosynthese-Organellen verhelfen Hamsterzellen zu schnellerem Wachstum. Auf scinexx.de vom 4. November 2024.
- Melany Villegas-Valencia, Ricardo E. González-Portela, Bárbara Bastos de Freitas, Abdulaziz Al Jahdali, Gabriel I. Romero-Villegas, Raghdah Malibari, Rahul Vijay Kapoore, Claudio Fuentes-Grünewald, Kyle J. Lauersen: Cultivation of the polyextremophile Cyanidioschyzon merolae 10D during summer conditions on the coast of the Red Sea and its adaptation to hypersaline sea water. In: Feontiers in Microbiology, Band 14, Sec. Microbial Physiology and Metabolism, 20. April 2023, S. 1157151; doi:10.3389/fmicb.2023.1157151 (englisch).
- Alessandro W. Rossoni, Dana C. Price, Mark Seger, Dagmar Lyska, Peter Lammers, Debashish Bhattacharya, Andreas P. M. Weber: The genomes of polyextremophilic cyanidiales contain 1% horizontally transferred genes with diverse adaptive functions. In: eLife, Band 8, 31. Mai 2019, S. e45017; doi:10.7554/eLife.45017, PMC 6629376 (freier Volltext), PMID 31149898 (englisch). Dazu:
  - Cyanidioschyzon merolae Soos. Auf: JGI PhyoCosm  (jgi.doe.gov).
- Sascha Maschmann, Karin Ruban, Johanna Wientapper, Wilhelm J. Walter: Phototaxis of the Unicellular Red Alga Cyanidioschyzon merolae Is Mediated by Novel Actin-Driven Tentacles. In: MDPI: International Journal of Molecular Sciences (IJMS), Band 21, Nr. 17, Section Molecular Plant Sciences, 27. August 2020, S. 6209; doi:10.3390/ijms21176209, ResearchGate:343925803 (englisch).
- Shin-Ya Miyagishima, Kan Tanaka: The Unicellular Red Alga Cyanidioschyzon merolae - The Simplest Model of a Photosynthetic Eukaryote. In: Plant & Cell Physiology, Band 62, Nr. 6, Juni 2021, S. 926–941; doi:10.1093/pcp/pcab052, PMC 8504449 (freier Volltext), PMID 33836072, Epub 9. April/1. September 2021 (englisch).
- Francesca Marchetto, Sergio Santaeufemia, Magdalena Lebiedzińska-Arciszewska, Małgorzata A. Śliwińska, Magdalena Pich, Eliza Kurek, Aleksandra Naziębło, Marcin Strawski, Daniel Solymosi, Marek Szklarczyk, Ewa Bulska, Jędrzej Szymański, Małgorzata Wierzbicka, Yagut Allahverdiyeva, Mariusz R. Więckowski, Joanna Kargul: Dynamic adaptation of the extremophilic red microalga Cyanidioschyzon merolae to high nickel stress. In: Plant Physiology and Biochemistry, Band 207, Februar 2024, S. 108365; doi:10.1016/j.plaphy.2024.108365 (englisch).